# Turnês de Ha*Ash

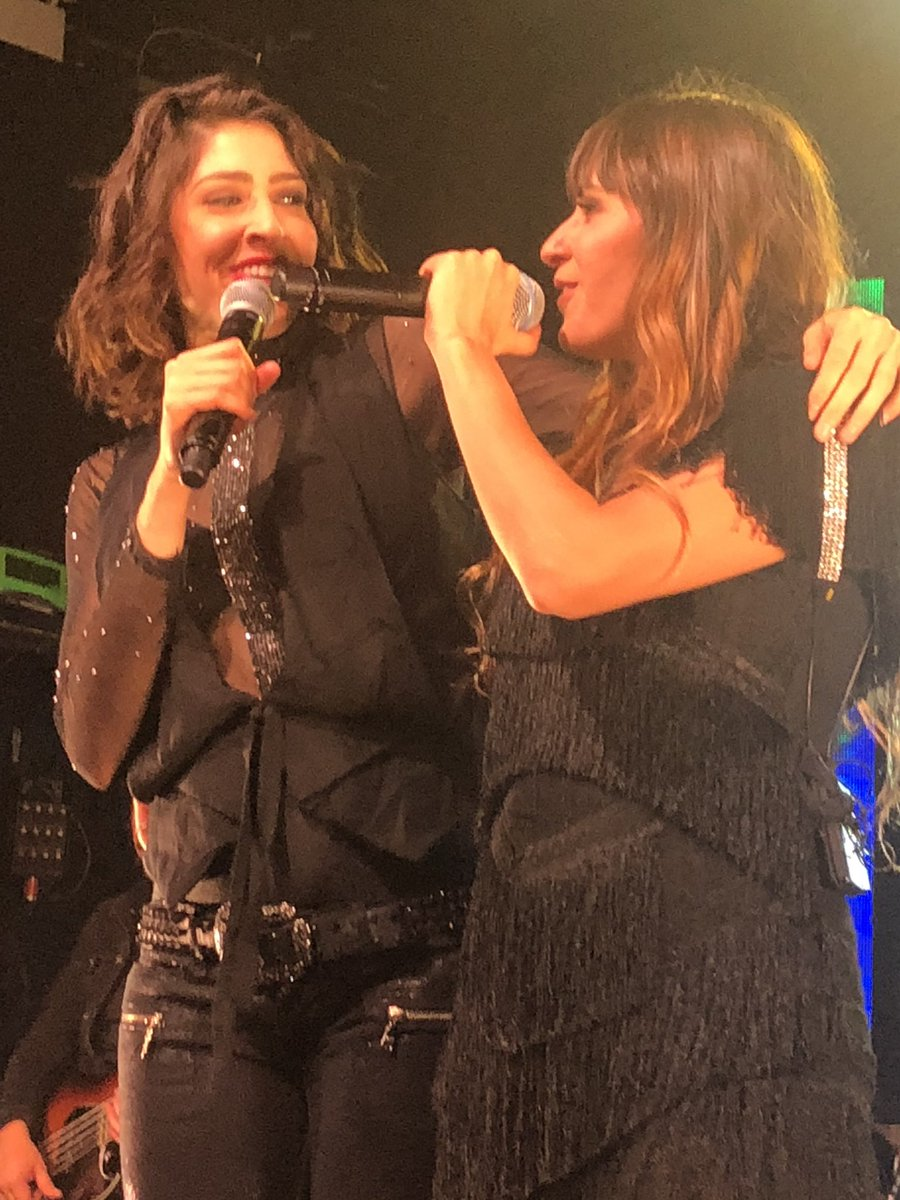
Ha*Ash em turnê da Gira 100 años contigo no Estados Unidos, 2018

A dupla estadounidense Ha*Ash, fundada em 2002, em Lake Charles, Luisiana, tem realizado diversas turnês musicais ao longo de sua carreira, para promover seus, até agora, cinco álbuns de estúdio: Ha*Ash (2003), Mundos opuestos (2005), Habitación doble (2008), A tiempo (2011), 30 de febrero (2017) e um álbum ao vivo: Primera fila: Hecho realidad (2014). Ha*Ash também já abriu shows para é cantor e compositor porto-riquenho Ricky Martin.

## Turnês

### Como artista principal
| Ano | Título                 | Duração                                                               | Número de performances |
| --- | ---------------------- | --------------------------------------------------------------------- | ---------------------- |
| 2003–2004 | Ha*Ash Tour            | Desconhecido (América do Norte)                                       | +150                   |
| Foi a primeira turnê da Ha*Ash. O repertório teve músicas do álbum Ha*Ash (2003). Com seu primeiro álbum auto-intitulado publicado em 11 de maio de 2003, a dupla conseguiu fazer sua primeira turnê nacional no México, chegando ao cume com sua apresentação no Teatro Metropolitan. |                        |                                                                       |                        |
| 2005–2007 | Mundos Opuestos Tour   | 22 de outubro de 2005 – Desconhecido (América do Norte)               | +150                   |
| Depois do segundo álbum, Mundos Opuestos, publicado em 27 de setembro de 2005, as irmãs repetiram a boa recepção do álbum anterior, apresentando-se com essa nova produção no Metropolitan Theatre, com três shows completos, além de festivais de rádio e programas de televisão. Elas vieram oferecer entre 2003 e 2007, mais de 350 shows na América Latina. |                        |                                                                       |                        |
| 2008–2010 | Habitación Doble Tour  | 24 de agosto de 2008 – 19 de maio de 2010 (América do Norte e Europa) | +100                   |
| Com seu terceiro álbum Habitación Doble (2008), elas se apresentaram pela primeira vez na Espanha, em 5 de julho, em Barbera del Valles. Em 2009, elas continuaram a promoção do álbum por toda a América, oferecendo shows diferentes, 9 chegando a cidades como Houston, Austin, San Antonio e McAllen, nos Estados Unidos. |                        |                                                                       |                        |
| 2011–2013 | A Tiempo Tour          | 24 de setembro de 2011 – 17 de maio de 2013 (America e Europa)        | 131                    |
| Em 16 de maio de 2011, seu novo álbum foi lançado A Tiempo (2011).11 A boa recepção do álbum permitiu que elas fizessem a turnê A Tiempo Tour, com cerca de 150 datas na América do Norte e América Central, chegando pela primeira vez a América do Sul. |                        |                                                                       |                        |
| 2015–2017 | 1F Hecho Realidad Tour | 25 de abril de 2015 – 30 de setembro de 2017 (America e Europa)       | 196                    |
| Em 2014, elas começaram os preparativos para o seu primeiro trabalho ao vivo Primera fila: Hecho realidad (2014). Começaram a turnê 1F Hecho Realidad Tour em 25 de abril no Auditório Nacional do México. Elas conseguiram fazer sua turnê na Argentina, Chile, Peru, Equador, Estados Unidos, Venezuela, Porto Rico, República Dominicana, Guatemala, Colômbia, Costa Rica, El Salvador, Espanha e toda a República do México com incontáveis ingressos esgotados (mais de 100). conseguindo reunir mais de 2.000.000 de pessoas. |                        |                                                                       |                        |
| 2018–2020 | Gira 100 años contigo  | 24 de fevereiro de 2018 – TBA (Americas & Europe)                     | 101                    |
| Em 2017, elas retornaram com uma nova proposta de gravação intitulada 30 de febrero (2017). No início de 2018, elas embarcaram em uma nova turnê mundial, desta vez chamada Gira 100 años contigo, a sexta turnê feita pela dupla começou oficialmente no dia 24 de fevereiro de 2018 em Viña del Mar. A primeira parte da turnê passou pelo México, Panamá, El Salvador, Guatemala, Costa Rica, Estados Unidos, Argentina, Chile Uruguai, Equador, Peru, Colômbia e Espanha, na maioria dos shows esgotados.                       |                        |                                                                       |                        |

### Como atos de abertura
| Ano | Título         | Duração                                                        | Número de performances |
| --- | -------------- | -------------------------------------------------------------- | ---------------------- |
| 2015 | One World Tour | 17 de setembro de 2015 – 4 de outubro de 2015 (Estados Unidos) | 10                     |
| Durante os meses de setembro e outubro de 2015, elas são convidados a participar da One World Tour de Ricky Martin em concertos nos Estados Unidos. Ha * Ash realizou 10 shows nos Estados Unidos, incluindo os estados da Califórnia, Arizona e Texas. |                |                                                                |                        |